# Гольмґер Кнутссон
Гольмґер Кнутссон (швед. Holmger Knutsson; 1210-ті — 1248) — середньовічний шведський шляхтич, старший син короля Кнута II Довгого, претендент на шведський престол під час правління короля Швеції Еріка XI.
Мати Гольмґера невідома; інформація про те, що його батько, мабуть, був одружений з Геленою Педерсдаттер Странге, виявилася невизначеною, і вважається більш імовірним, що його дружиною була невідома жінка з династії Б'єльбу.
Кажуть, що після смерті свого батька в 1234 році Гольмґер намагався отримати королівський титул, але отримав відмову від Ульфа Фасе, ярла Еріка Ерікссона. Це мало статися до того, як його проголосили як короля. Після цього часу він, мабуть, одружився з жінкою, на ім'я Гелена Філіпсдаттер, яка ще була жива в 1282 році, але в цьому шлюбі не згадується дітей.
У 1247 році Гольмґер Кнутссон знову претендував на корону, але програв битву при Спаррсетрі в Уппланді.
Згідно з Хронікою Еріка, Гольмґер утік до Єстрікланду, але був схоплений і згодом обезголовлений у 1248 році за наказом короля Еріка Ерікссона та його нового ярла Біргера Магнуссона. Його близький соратник Філіп Ларссон був засуджений як поза законом і вирушив у вигнання.